# Тинсвил (Висконсин)
Тинсвил (енгл. Thiensville) град је у америчкој савезној држави Висконсин.

## Демографија
По попису из 2010. године број становника је 3.235, што је 19 (-0,6%) становника мање него 2000. године.
| Група             | 2000.         | 2010.         |
| Белци             | 3.120 (95,9%) | 2.956 (91,4%) |
| Афроамериканци    | 24 (0,7%)     | 56 (1,7%)     |
| Азијати           | 41 (1,3%)     | 68 (2,1%)     |
| Хиспаноамериканци | 34 (1,0%)     | 90 (2,8%)     |
| Укупно            | 3.254         | 3.235         |